# Фолькер

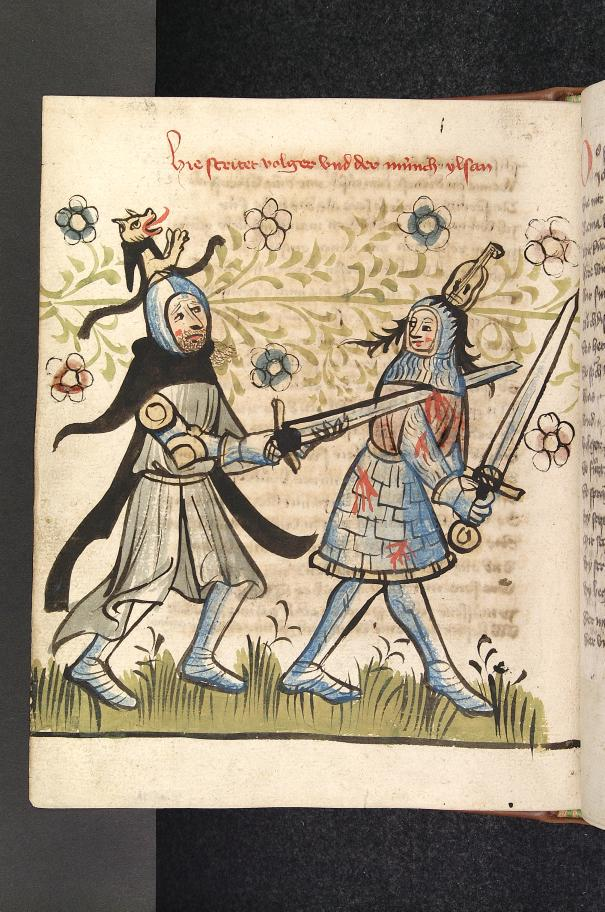
Битва Фолькера з Альцаю проти Ільзана

Фолькер, Фолькер з Альцаю або Фолькер фон Зальц — легендарний персонаж германської епічної поеми «Пісня про Нібелунгів», музика-шпільман, один з лицарів при бургундському королівському дворі. Служить королям Бургундії Ґунтеру, Ґерноту та Ґізельгеру.
Фолькер — людина шляхетного походження й сам по собі не є шпільманом. Це прізвисько він отримав за любов до музики та через свою легендарну скрипку, смичком якої в бою міг діяти не гірше, аніж мечем. Живе у Вормсі разом з іншими героями епосу. В 30 авентюрі допомагає Гаґенові з Троньє охороняти залу, в якій знаходяться бургунди, а також бере участь в багатьох сценах протягом усієї «Пісні...». Є одним з найголовніших персонажів. Помирає від стріли одного з гунів, виконуючи свою останню пісню.
В іншій версії - вбитий Гільдебрандом, який помстився Фолькнеру за смерть герцога Зіґштаба.